# Nova Neda
Nova Neda je 18. album pjevačice Nede Ukraden izdan za srpsko tržište 2001. godine u Grand produkciji. 

## Popis pjesama
1. Gdje god bio (3:28)
2. Željo vječna (3:33)
3. Cijelu noć (4:26)
4. Ako ikad sviješ gnijezdo (4:01)
5. Nek' slute svi (3:53)
6. Što ti sina nisam rodila (3:51)
7. Mrlja iz prošlosti (3:38)
8. Ukraden si (4:00)
9. Sad il' nikada (3:55)
10. Godine prolete (2:52)

## Suradnici
- Aranžman - Franjo Valentić (pjesme: 1, 2, 4 do 8, 10)
- Back vokali - A. Valentić, A. Milano, J. Krištof, V. Pavelić
- Bas - Ante Pecotić
- Bubnjevi - Josip Valentić
- Gitarist - B. Duginovački-Zamba
- Klavijaturisti - B. Mihaljević*, P. Martinjak, A. Lokner
- Tekstopisac - Fayo (pjesme: 1, 4 do 8, 10)
- Gudači - Bernarda Debuš, Fani Bandur, Gordana Štrk, Tajana Valentić
- Tamburica - Denis Špegelj
- Snimano i montirano u J.M. Sound i "Bajaga Space Virtual" studiju

## O albumu
Ovaj album je veliki povratak Nede Ukraden, 2001. godine, s jakim suradnicima i jako kvalitetnim ritmom. Album se zvao "Nova Neda" (ovaj je naslov u neku ruku bio i proricajući, za ono što će se dogoditi u sljedećim godinama obnovom suradnje s hrvatskim autorima). 
Bio je prepun hitova – "Gdje god bio", "Željo vječna", "Nek’ slute svi", "Mrlja iz prošlosti". Posebno mjesto zauzimaju dvije prelijepe balade – "Ako ikad sviješ gnijezdo" (Amira Kazića – Lea) i "Što ti sina nisam rodila". Kao rezultat suradnje s Bajagom, bila je pjesma "Sad ili nikada". 
Album je izdan za tada novu srpsku izdavačku kuću Grand production.

## Vanjske poveznice
- Album "Nova Neda" na www.discogs.com